# کارل فرانسیس
کارل فرانسیس (انگلیسی: Carl Francis؛ زادهٔ ۲۱ اوت ۱۹۶۲) بازیکن فوتبال اهل بریتانیا است.
از باشگاه‌هایی که در آن بازی کرده‌است می‌توان به باشگاه فوتبال هرفورد یونایتد و باشگاه فوتبال بیرمنگام سیتی اشاره کرد.